# NGC 6178
NGC 6178 је расејано звездано јато у сазвежђу Шкорпија које се налази на NGC листи објеката дубоког неба.
Деклинација објекта је - 45° 38' 48" а ректасцензија 16h 35m 50,8s. Привидна величина (магнитуда) објекта NGC 6178 износи 7,2. NGC 6178 је још познат и под ознакама OCL 980, ESO 276-SC6.